# همسایه‌ها (مجموعه تلویزیونی کلمبیایی)
سریالی با مضمون ماجراجویی عشقی یک راننده تاکسی به نام اسکار و همسایه‌اش به نام تاتیانا است. این سریال توسط شبکه تلویزیونی (تله نوا) کلمبیایی درسپتامبر سال ۲۰۰۸ فیلم برداری شد. کاراکترهای اصلی در این مجموعه تلویزیونی آنا فرناندز مارتینز – کارلوس فرناندز دی سوتو – آندریا لوچز جی است.

## خلاصه داستان
اسکار که تنها پسر سر به هوای خانم روکا و عاشق مهمانی‌هاست درواقع، اسکار یادگار عشق نافرجام خانم روکا با کروازیو است که خانم روکا این راز را ازهمه پنهان می‌کند و خود به تنهایی اسکار را بزرگ می‌کند.
اسکار با برنده شدن در بخت آزمایی جهت به‌دست آوردن دل جسیکا مجبور به خرید یک آپارتمان دریک محله باکلاس و مرفه‌نشین می‌شود. جسیکا دختر همسایه سابق اسکار و همکار تاتیانا به طمع پول خودش را عاشق اسکار نشان می‌دهد تا بعد از ازدواج پول‌های اسکار را صاحب شود.
ولی باوجود فاصله طبقاتی با یک دختر با شخصیت و ثروتمند اتفاقاً همسایه‌اش به نام تاتیانا نیز هست روابط عاشقانه را شروع می‌کند و عاشق می‌شود تاتیانا دختری عاشق‌پیشه و تودار و تا حدی خود ساخته‌است که در کنج دلش آرزوی عشقی رؤیایی دارد.
گرچه اسکار آدمی ساده و دست و دلباز و عاشق کمک به همه به‌خصوص بچه‌هاست؛ ولی با تصمیم‌گیری‌های ساده لوحانه و توأم با لجاجت می‌خواهد و بیشتر خودنمایی کند در واقع عیب بزرگ اسکار این است که هرکاری را بدون فکر انجام می‌دهد بنابراین، دچار دردسر متعدد می گردد.
علاوه براین، در آپارتمان جدید به نام فواره آبی بجز تاتیانا و یکی از نگهبان‌ها بقیه همسایه‌ها علیه اسکار توطئه می‌کنند و دوست ندارند که اسکار در آنجا زندگی کند. پس از استعفای تاتیانا از ریاست ساختمان، باوجود مشکلات عدیده عشقی و مالی، اسکار با خانم کلارا رقابت می‌کند؛ ولی اسکار با استفاده از نقاط ضعف همسایه‌ها و تهدید افشای اسرار با گرفتن حق سکوت، خلاصه مدیر آپارتمان می‌شود.
در روز عروسی تاتیانا رودولفو توسط افراد رئیسش که پول‌شویی می‌کردند دزدیده می‌شود و اسکار برای
پیدا کردن رودولفو دست به کار می‌شود که برای محافظت از رودولفو تیر می‌خورد ولی زنده می‌ماند…
ولی در نهایت اسکار و تاتیانا باهم ازدواج کرده و صاحب یک
پسر می‌شوند جسیکا با دخترش که از رودولفو است تنها
می‌ماند و خود رودولفو هم به زندان می‌رود.
این سریال در سال۱۳۸۸و ۱۳۸۹ازشبکه ماهواره‌ای فارسی ۱ پخش شد.

## بازیگران
- رابینسون دیاز (اسکار لیال:راننده تاکسی)

راننده تاکسی که عاشق رقص و موسیقی و تاکسی اش هست و اندک توجهی هم به جسیکا، دختر همسایه‌شان نشان می‌دهد اما جسیکا او را دوست ندارد. تاتیانا وارد زندگی اش می‌شود و در نهایت در سمت رئیس شرکت با تاتیانا ازدواج کرده و از او صاحب فرزند پسری می‌شود.
- فلورا مارتینز (تاتیانا گومز)

پدر و مادرش را در یک تصادف رانندگی از دست داده و مدیر بازرگانی شرکت، دوست پسرش است و تصور می‌کند که مرد کاملی برای تشکیل زندگی مشترک یافته اما پس از آشنایی با اسکار همه چیز تغییر می‌کند. به پول‌شویی و تقلب متهم می‌شود و به زندان می‌رود. در نهایت با اسکار ازدواج می‌کند.
- لوئیز مسا (رودولفو کاستاندا)

دوست پسر تاتیانا و معشوق جسیکا، منشی‌ اش است و با زنان بسیاری که تحت تأثیر ظاهر، پول و قدرت او هستند، رابطه دارد اما به هیچ‌کدام، بجز تاتیانا، دلبسته نمی‌شود. علیه تاتیانا توطئه می‌کند اما دچار عذاب وجدان می‌شود و خودش را به پلیس تسلیم می‌کند. در نهایت در زندان دیوانه می‌شود.
- سارا کورالس (جسیکا انتونیتا مورالس)

در جنوب شهر به همراه مادرش در خانه‌ای کوچک زندگی می‌کند و به لطف جذابیت‌های ظاهری‌اش به هرچه می‌خواهد می‌رسد اما بزرگ‌ترین آرزویش، یک مرد پولدار است بنابراین با رودلفو، رئیس شرکتی که در آن مشغول به کار است، رابطه برقرار می‌کند و از او باردار می‌شود. وقتی می‌فهمد اسکار در بخت آزمایی برنده شده به او هم روی خوش نشان می‌دهد اما در نهایت با فرزند دختری که به دنیا می‌آورد، تنها می‌ماند و البته جسیکو با خیالی‌ها همخوابی می‌کند. رادلفو، اسکار، موریسیو هنری و…
- ماریا خیرالدو (روکا)

در جوانی با گربازیو، پدر واقعی اسکار، رابطه داشته و در نهایت هم با او ازدواج می‌کند.
- فرناندو سولورزانو (هنری)

وکیل و پدر دو فرزند. او با پاتیکو ازدواج کرده‌است اما از زندگی مشترکش خسته شده و از همسرش برای مدتی جدا می‌شود. در نهایت، در تصادفی می‌میرد.
- کندی دلگادو (آلوارو ولز)

همسر کلارا و پدر آلواریتو و شریک مالی رودولفو. تنها دل مشغولی او پول درآوردن است، اما این خواسته در نهایت به فنا شدن زندگی و خانواده اش می‌انجامد و سر از زندان درمی‌آورد.
- پاتریسیا پولانکو (کلارا)

همسر آلوارو و مادر آلواریتو و معتاد به قمار. کلارا خود بزرگ بین، طماع و سوءاستفاده گر است. در نهایت صندوق دار یک فروشگاه می‌شود.
- آدریانا کامپوس (نیکول)

منشی شرکت رودولفو و دوست نزدیک تاتیانا و معشوقه سابق هنری. در نهایت با آلبرتو می‌ماند.
- کریستیان تاپان (آلفونسو)

نام کامل او، آلفونسو ماریو کلاوس معروف به پانچو است. در آرزوی سیاستمدار شدن و پول درآوردن به ساده‌ترین شکل ممکن است. از روزمرگی زندگی زناشویی اش با سارا خسته می‌شود و با تاتا، مانکنی که در ساختمانشان زندگی می‌کند، رابطه برقرار می‌کند.
- الکساندرا رستره پو (پاتیکو)

مادر دو فرزند، همسر هنری، خواهر اسکار و برای مدتی معشوقه آلبرتو. در نهایت رئیس شرکت می‌شود.
- ایزابلا کوردوبا (تاتا)

او نزدیک‌ترین دوست سارا است اما هم‌زمان با شوهر او رابطه دارد و از او باردار می‌شود. زندگی او حول محور مد می‌گردد و در نهایت با فرزند دختری که به دنیا می‌آورد تنها می‌ماند.
- البرتو ساودرا (کروازیو)

پدر پاتیکو و اسکار. در نهایت با روکا ازدواج می‌کند.
- خوان کارلوس ارانگو (ماوریسیو)

نگهبان فضول ساختمان فواره آبی. در نهایت بی‌پول می‌شود و تنها می‌ماند.
- البرتو باره رو (اوبالدو)

نگهبان خوش قلب ساختمان فواره آبی. او عاشق تمام خدمتکاران منزل کلارا می‌شود. در نهایت با ونسا دوست می‌شود و پست مهمی به‌دست می‌آورد.
- خاویر گاردازابال (الواریتو)

پسر الوارو و کلارا، دوست پسر لیدیا با نقطه ضعفی به نام الکل. به کمک اسکار و لیدیا، الکل را ترک می‌کند و استاد یوگا می‌شود و به هند می‌رود.
- دیانا مندوزا (آلیسیا)

مادر جسیکا و عاشق فرچو. در آرزوی به‌دست آوردن زندگی دلخواهش با دن پدرو ازدواج می‌کند اما در نهایت مسئول مراقبت از خوک‌ها در یک خانه قدیمی می‌شود.
- گابریل ونگاس (پدرو)
- ماریا مونتویا (بلانکا)

## متن آهنگ تیتراژ
پولدار باشم یا نباشم عاشق همسایه هامم
من با تاکسی عشق به سمت خوشبختی می‌رونم
پولدار باشه نباشه عاشق همسایه هاشه
وقتی تاتیانا سر صحبتو باز می‌کنه کی گیتار اشتیاقو ساز می‌کنه؟